# Luigi Medici
Luigi Medici (Castello di Annone, 20 giugno 1836 – Santa Margherita Ligure, 20 febbraio 1915) è stato un politico italiano.
Fu volontario durante la Terza Guerra di Indipendenza.
Nel 1887 acquistò la tenuta de La Mandria.
Fu senatore del Regno d'Italia nella XVIII legislatura.